# Zöld-barlang
A Zöld-barlang Magyarország megkülönböztetetten védett barlangjai közül az egyik. A Duna–Ipoly Nemzeti Park területén található. Régészeti szempontból jelentős barlang. Kőrézkori, bronzkori, római kori, népvándorláskori, Árpád-kori és kelta leletek, valamint embercsontok is előkerültek belőle.

## Leírás
A Nagy-Kevély K-i meredek oldalában, erdőben, a csúcstól ÉK-re kb. 380 m-re található a barlang két bejárata, amelyek kb. 10 m-re vannak egymástól. Az alsó bejárat a zöld sáv jelzésű turistaúttól kb. 40 m-re, 20 m-rel magasabban van. A barlang helyét jelölik a turistatérképek a barlang nevének feltüntetésével. A Kristály-barlang, amelynek az egyik neve a Zöld-barlang melletti üreg volt, a kb. 100 m-re lévő felhagyott kőfejtőben nyílik.
Az alsó, bontott, íves, vízszintes tengelyirányú bejárata öt méter széles és három méter magas. A felső, természetes, függőleges tengelyirányú bejárata egy méter széles és fél méter magas. Vastagpados fehér tömött középső triász dachsteini mészkőben jött létre. Hévizes eredetű, jelenleg már inaktív, karsztvízszint alatti oldódással kialakult, pusztuló, tág átjáróbarlang. A felső bejárata beszakadással keletkezett. A térformája egyszerű. Gömbfülke, gömbüstök, ujjbegykarrok, ősmaradványok, őskarsztos üledékkitöltés, kalcittelér, cseppkőkérgek, cseppkőlefolyás és kis méretű függőcseppkövek figyelhetők meg benne. Visszaoldott cseppkövek és kristályos borsókövek is találhatók a járataiban. A barlang vízszintes kiterjedése 19 m. A lezáratlan, barlangjáró alapfelszereléssel járható barlang engedély nélkül megtekinthető.
A régészeti lelőhely azonosító száma 32539. A 2001. és a 2002. évi feltárása során a kitöltésében kőrézkori, Ludanice csoportba sorolható edénytöredékeket, egy kőrézkori obszidiánpenge töredéket, bronzkori, Vatya-kultúrába tartozó edényoldal töredékeket, római kori, 13. századi és késő középkori kerámiákat, valamint egy kelta, köpűs, vas lándzsahegyet találtak. Egy őskori, vagy római kori, ismeretlen rendeltetésű bronzlemez is begyűjtésre került. Egy-két edényoldal töredék lehet, hogy népvándorláskori, egy kereszt fenékbélyeges, szürke töredék 13. századi, néhány oldaltöredék Árpád-kori, 10. századi, vagy 11. századi. Tűzhelynyomot nem találtak. A Ludanice csoportba sorolható leletek között volt egy enyhén sérült baltácska, egy limnokvarcitpenge, egy majdnem ép, kupicás pohár és néhány pattintott kőeszköztöredék. A régészeti leleteket Repiszky Tamás vizsgálta.
A csontleleteket Kordos László határozta meg. Viszonylag nagyszámú embercsont és nagytestű háziállatok csontjai kerültek elő. Néhány állatcsonton vágásnyomokat figyeltek meg. A napvilágra került csontok között barna medve, szarvasmarha, szarvas, házi sertés, juh (vagy kecske), ló, házi macska, mezei nyúl, borz, róka, nagy pele, béka, madár, nagy patkósdenevér, kis patkósdenevér és hosszúszárnyú denevér csontok voltak.
Nevét a felső bejárat oldalfalaira települt mohák miatt kapta. 1958-ban volt először Zöld-barlangnak nevezve a barlang az irodalmában, Leél-Őssy Sándor publikációjában. Előfordul a barlang az irodalmában Zöld barlang (Thuróczy 1964), Zöldbarlang (Mezei, Páli 1955), Zöldlyuk-barlang (Bertalan 1976) és Zöldlyuk barlang (Kordos 1970) neveken is.

## Kutatástörténet
Schőnviszky László a barlang alatt található turistaút szélén az 1930-as években megjelölte a barlanghoz felvezető utat, az akkoriban ott álló fatörzsön. A barlang Ézsiás György által készített állapotfelvételi kézirata szerint Schőnviszky László 1937-ben kiadott tanulmányában meg van említve, de a publikációban (a Turisták Lapja 151. oldalán) valószínűleg a Gyopáros-barlangra utalt Schőnviszky László. Az 1955-ben kiadott, Pilis útikalauz című könyvben az olvasható, hogy a Nagy-Kevély É-i lejtőjén vezető oldalút közelében található a barlang, amelyet üregeinek zöld mohalerakódásai miatt Zöldbarlangnak neveznek.
Az 1958-ban napvilágot látott, Leél-Őssy Sándor által írt tanulmányban szó van arról, hogy a Nagy-Kevély É-i oldalán, a főcsúcstól KÉK-re kb. 380 m-re, kb. 350 m tszf. magasságban található a Zöld-barlang. A Budakalászra vezető zöld jelzésű turastaút mellett, az úttól kb. 40 m-rel magasabban, a nagy tisztástól K-re kb. 20 m-re fekszik a két bejáratú barlang. Nagyon szűkek járatai a főbejárat alatt lévő kis kupolaterem kivételével. A dachsteini mészkőben keletkezett és kb. 20–30 m hosszú barlang hévizes eredetű, amelyet a kupolaterem gömbfülkéi bizonyítanak. A barlang a nevét a barlangbejárat oldalfalain lévő, zöldes színű sok moszat miatt kapta. A tanulmányhoz mellékelve lett egy térképvázlat, amely a Kevély-hegycsoportot mutatja be. A térképvázlaton megfigyelhető a Zöld-barlang földrajzi elhelyezkedése. A rajzon és a szövegben 12-es számmal van jelölve a barlang.

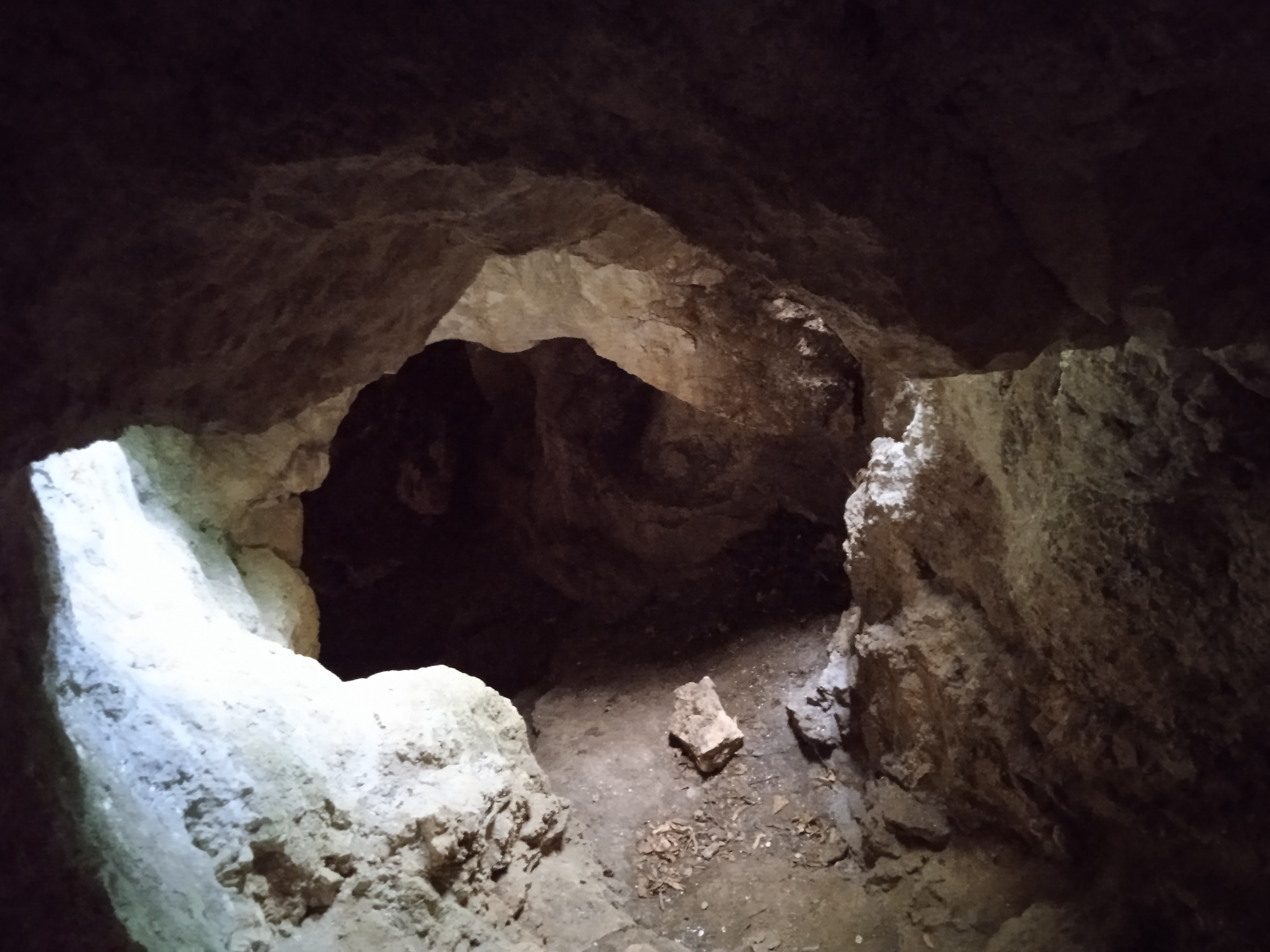
A Zöld-barlang egyik része

Az 1964-ben megjelent, Az országos kék-túra útvonala mentén című könyv szerint a Kevély-hegycsoportban, a Nagy-Kevély É-i oldalán, kb. 380 m tszf. magasságban nyílik a Zöld-barlang, amely a bejáratának oldalfalát borító, zöldes színű moszatok miatt kapta a nevét. A Szabó József Geológiai Technikum Barlangkutató Csoport kutatási területéhez tartozott 1965-ben a barlang. Ebben az évben a csoport tagjai jártak benne. Kordos László és Pék Péter 1967-ben felmérték a barlangot, majd a felmérés adatainak felhasználásával elkészült a barlang alaprajz térképe, 2 kifejtett hossz-szelvény térképe, kivetített hossz-szelvény térképe és 8 keresztmetszet térképe. A térképeket Kordos László szerkesztette és rajzolta. A Szabó József Geológiai Technikum Barlangkutató Csoport 1967-es jelentése szerint a csoport 1967-ben, poligon mentén, függőkompasszal és fokívvel felmérte a barlangot, amely az egyik munkahelyükön lévő karsztobjektum.
Az 1967-ben kiadott, Pilis útikalauz című könyvben az olvasható, hogy a barlang a falait borító zöldes növényzet miatt kapta nevét. Valószínűleg hévizes eredetű, pusztuló, száraz, kb. 20 m hosszú, szűk barlang, amelynek az egyik végén kis kupolaterem alakult ki. A csoport rétegvizsgálat miatt 1968-ban mélyített egy kutatóárkot a barlang alsó bejáratánál, amelynek 5 rétegéből mintákat gyűjtött. Az iszapolás után a mintákból pl. erdei cickány, mezei hörcsög, mezei pocok, vöröshátú erdeipocok, mezei nyúl, nyugati földikutya, közönséges vakond, barna varangy és közönséges lábatlangyík maradványok kerültek elő. Szenthe István 1969-ben vizsgálta a barlangot.

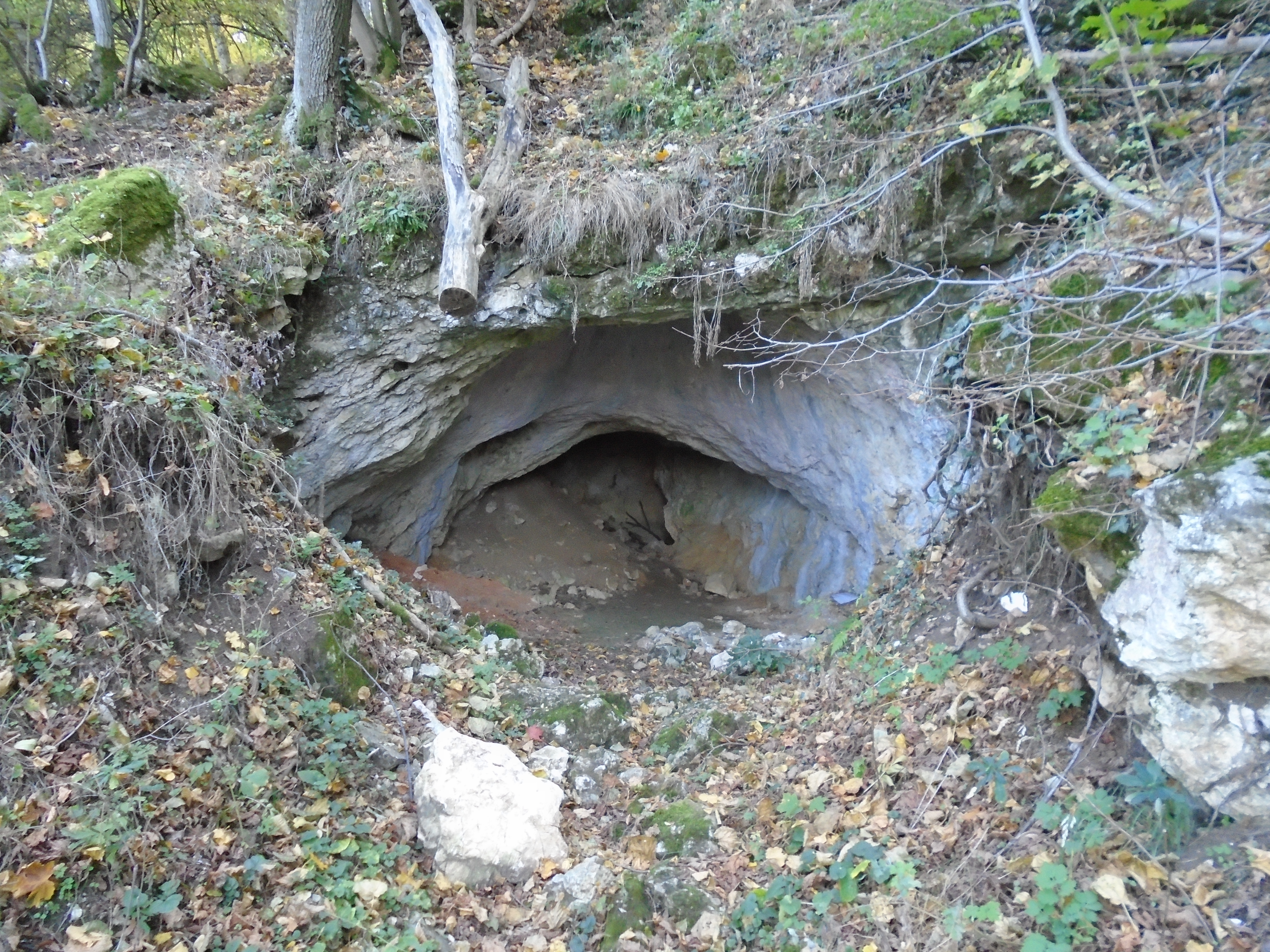
A Zöld-barlang alsó bejárata

A Szpeleológia Barlangkutató Csoport 1970. évi jelentésében részletes leírás olvasható a barlangról és kutatástörténetéről. A jelentésben az is olvasható, hogy a kitöltéséből több vastag hallstatti kultúraszerű és fiatalabb, vékony falú cseréptöredék került elő. A leírás szerint a barlang 27 m hosszú, 9 m mély és nevét a felső bejáratot ellepő, zöld mohák miatt kapta. Az 1974-ben napvilágot látott, Pilis útikalauz című könyvben, a Pilis hegység és a Visegrádi-hegység barlangjainak jegyzékében (19–20. old.) meg van említve, hogy a Pilis hegység és a Visegrádi-hegység barlangjai között van a Zöld-barlang. A Pilis hegység barlangjait leíró rész szerint a Zöld-barlang a bejáratát borító zöld moha miatt kapta a nevét. A valószínűleg hévizes eredetű barlang pusztul és száraz. A kettős bejáratú és 27 m hosszú szűk barlang egyik végén kis kupolaterem alakult ki.
Az 1975. évi MKBT Beszámolóban szó van arról, hogy a Pilis hegységben lévő Nagy-Kevélyen található Zöld-barlang alsó bejáratánál, 1968-ban mélyített egy 1,2 m mély kutatóárkot a Szpeleológia Barlangkutató Csoport. A kutatóárok falának 5 rétegéből mintákat gyűjtöttek a csoport tagjai. A következő maradványok voltak a mintákban a minták iszapolása után: Árok 1. réteg (0–30 cm): Bufo bufo (varangy), Rana sp. (béka), Lacerta sp. (gyík), Aves indet. (madár), Apodemus sylvaticus-tauricus csoport (egér), Lepus europaeus (mezei nyúl), Spalax leucodon csop. (földikutya). Árok 2. réteg (30–50 cm): Csigák: Abida frumentum, Clausilia pumila, Laciniaria biplicata, Laciniaria sp. indet., Limax cf. maximus, Limacidae sp. indet., Helicidae indet. Gerincesek: Bufo bufo (varangy), Anguis fragilis (lábatlan gyík), Lacerta indet. (gyík), Ophidia indet. (kígyó), Talpa europaea (vakond), Sorex araneus (erdei cickány), Apodemus sylvaticus-tauricus csop. (egér), Cricetus cricetus (hörcsög), Myodes glareolus (erdei pocok), Microtus arvalis (mezei pocok), Lepus europaeus (mezei nyúl).

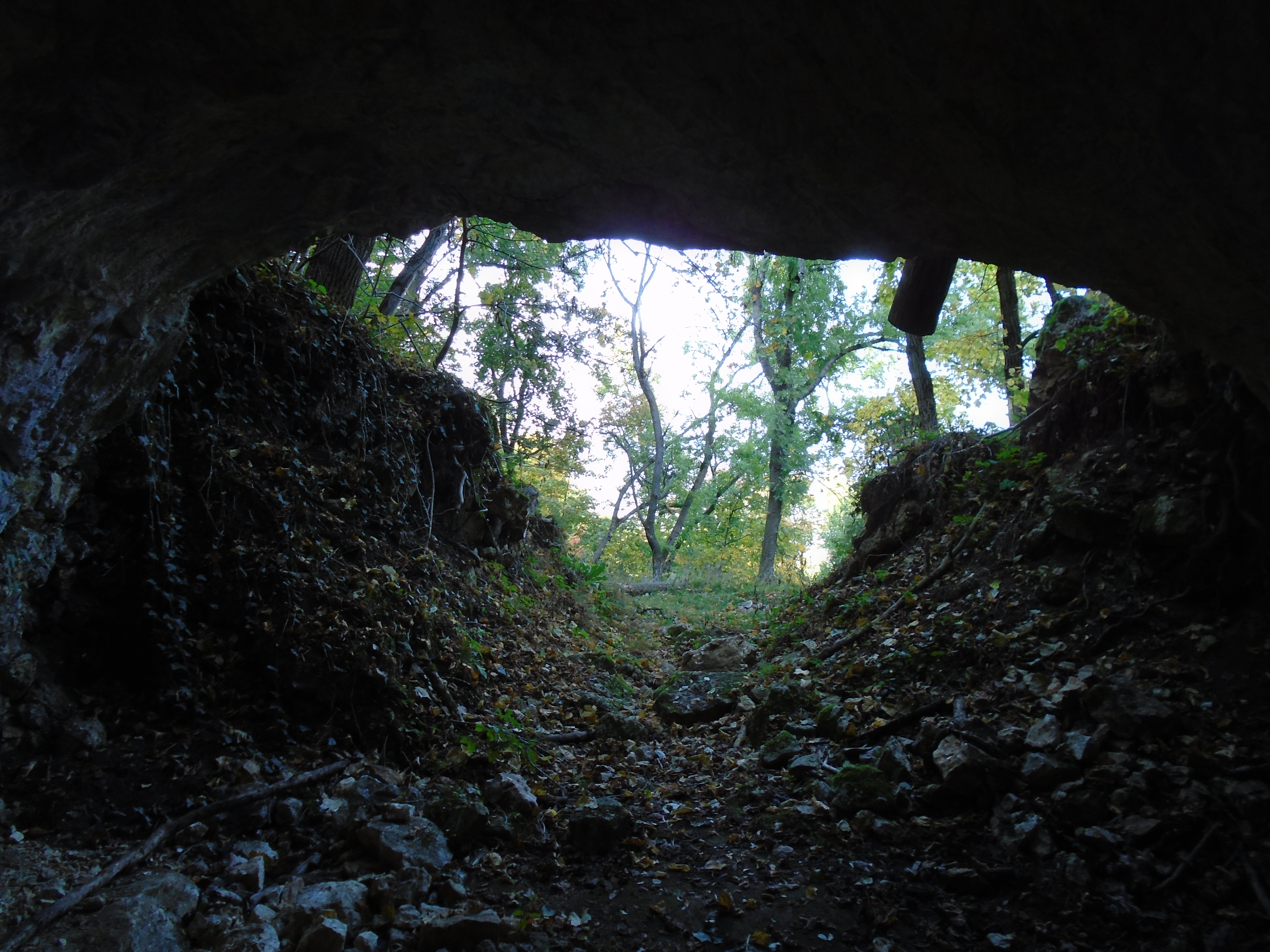
A Zöld-barlang alsó bejárata a barlang belsejéből fényképezve

Árok 3. réteg (50–70 cm): Csigák: Abida frumentum, Chondrula tridens, Zenobiella incarnata?, Helix pomatia?. Gerincesek: Anguis fragilis (lábatlan gyík), Talpa europaea (vakond), Apodemus sylvaticus-tauricus csop. (egér), Cricetus cricetus (hörcsög), Microtus arvalis (mezei pocok). Árok 4. réteg (70–100 cm): Csiga: Zenobiella cf. incarnata. Gerincesek: Bufо bufо (varangy), Rana temporaria (erdei béka), Talpa europaea (vakond), Microtus arvalis (mezei pocok), Lepus europaeus (mezei nyúl). Árok 5. réteg (100–120 cm): Csiga: Clausiliidae sp. indet. Gerincesek: Anguis fragilis (lábatlan gyík), Glis glis (nagy pele), Myodes glareolus (erdei pocok). A kiadványban megjelent a barlang 1967-ben szerkesztett alaprajz térképe.
Az 1976-ban befejezett, Magyarország barlangleltára című kéziratban az olvasható, hogy a Pilis hegységben, a Kevély-csoportban, Budakalászon elhelyezkedő Zöldbarlang másik neve Zöldlyuk-barlang. A Nagy-Kevély É-i oldalán, a csúcstól ÉK-re, a nagy irtástól K-re 20 m-re, a kevély-nyergi turistaházhoz vezető zöld jelzésű turistaút mellett, 350 m tszf. magasságban van két bejárata. Felső bejárata 4 m hosszú, 1 m széles és zöld moha lepi el. Lenti bejáratának törmelékében 1 m-es kutatótáró van. A barlang 27 m hosszú és 9 m mély. Beszakadással felnyílt a hévizes eredetű, pusztuló és nagyon kitöltött barlang. A kézirat barlangra vonatkozó része 4 irodalmi mű alapján lett írva.

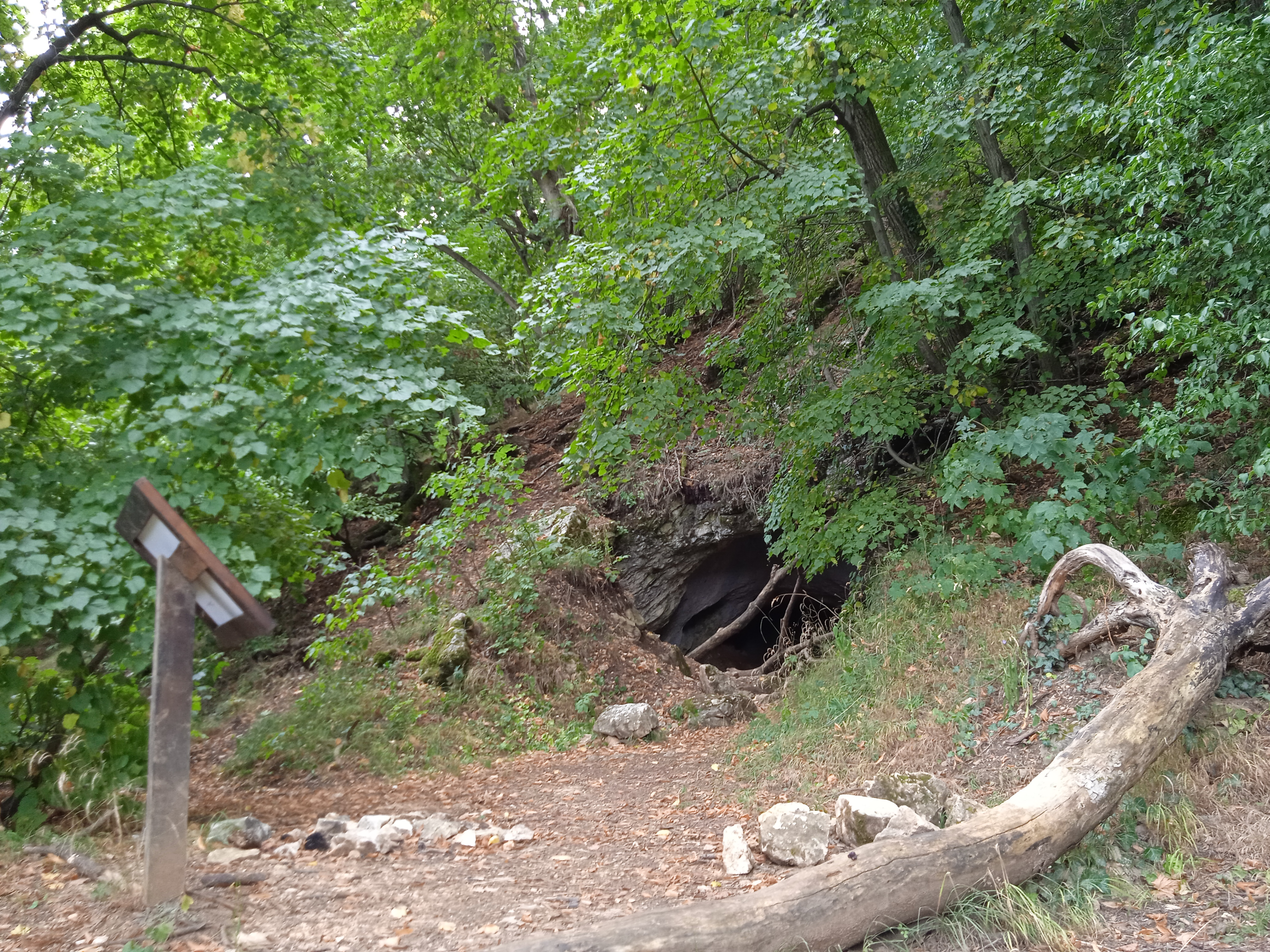
A Zöld-barlang alsó bejáratának előtere

Az 1975–1980. évi Karszt- és Barlangkutatásban publikált tanulmányban van egy térképvázlat, amelyen a Kevély-csoport vízkémiai szempontból vizsgált barlangjainak földrajzi elhelyezkedése látható. Az ábrán megfigyelhető a Zöld-barlang földrajzi elhelyezkedése. A tanulmányban szó van arról, hogy a barlang 1,5 m mély kutatóárkában a hóolvadás, majd az esőzések miatt összegyűlt víz lett elemezve, amely 1970. április 5-én lett gyűjtve. A barlang befoglaló kőzete dachsteini mészkő, az árok szelvényében felül növényi kőtörmelékes humusz, alul barnásvörös, óholocén agyagos kitöltés van. A vizsgált víz 5 °C hőmérsékletű. A Zöld-barlang pocsolyája és a Kevély-nyergi-rókalyuk csepegő vize majdnem ugyanolyan összetételű. A Zöld-barlangban a víz a felszíni levegővel nagy felületen érintkezik. Mivel a pocsolya a szén-dioxidban gazdag humuszos talaj mélyedésében helyezkedik el, így a vízben magasabb a hidrogén-karbonát mennyisége.
Az 1981. évi MKBT Beszámoló szerint Solt P. és Kordos László 1981 januárjában, a Pilis hegységben található Zöld-barlang felszínén lévő humuszos kitöltésből nagy mennyiségű földmintát vettek. A minta gerinces faunájának feldolgozása folyamatban van. Az 1981. évi Karszt és Barlang 1–2. félévi számában nyilvánosságra lett hozva, hogy a Zöld-barlangnak 4820/11. a barlangkataszteri száma. Az 1983. évi Karszt és Barlangban van egy olyan ábra, amelyen a Pilis hegység Pilis hegytől Dunáig terjedő részének hossz-szelvénye látható. A rajzon megfigyelhető a terület jelentős barlangjainak földrajzi elhelyezkedése és az, hogy a barlangok mekkora tszf. magasságban helyezkednek el. Az ábrán szerepel a 320 m tszf. magasságban elhelyezkedő Zöld-barlang. A barlang 27 m hosszú és 8 m mély.

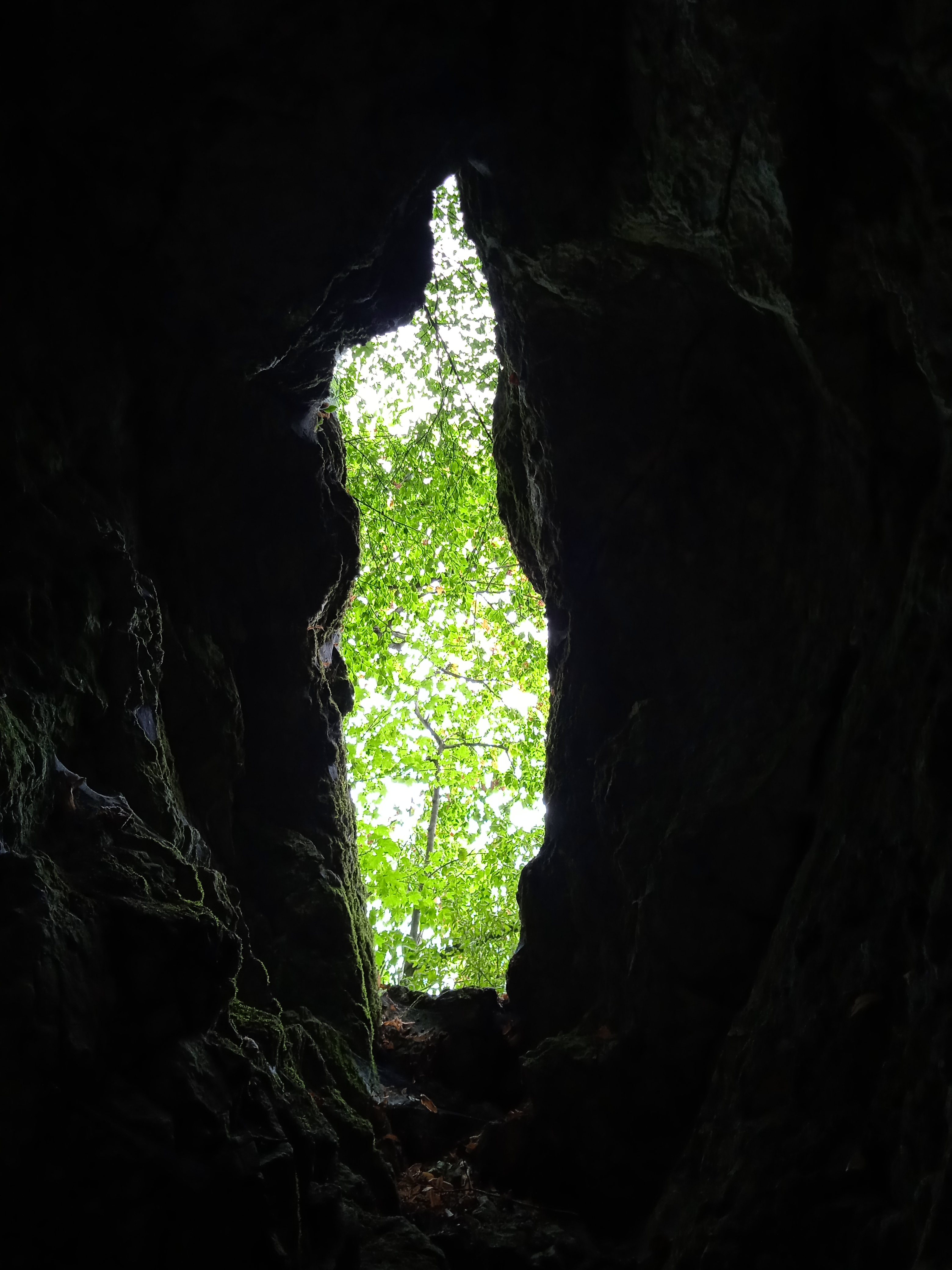
A Zöld-barlang felső bejárata belülről fényképezve

Az 1984-ben megjelent, Magyarország barlangjai című könyv országos barlanglistájában szerepel a Pilis hegység barlangjai között a barlang Zöld-barlang néven Zöldlyuk-barlang névváltozattal. A listához kapcsolódóan látható a Dunazug-hegység barlangjainak földrajzi elhelyezkedését bemutató 1:500 000-es méretarányú térképen a barlang földrajzi elhelyezkedése. A Kárpát József által 1990-ben készített kéziratban az van írva, hogy a Zöld-barlang (Budakalász) a Nagy-Kevély csúcsától 70°-ra 550 m-re, 360 m tszf. magasságban helyezkedik el. A zöld jelzésű turistaúttól 25 m-re és 8 m-rel magasabban, a felhagyott kis kőbányától ÉNy-ra 100 m-re van a barlang bejárata. A 20 m hosszú és 6 m mély elaggott forrásbarlangnak, barlangroncsnak két bejárata van. Felső bejárata 4 m-es szépen oldott akna, amely kettős gömbfülkeszerű teremhez kapcsolódik. A csak négykézláb járható alsó bejárattal nagyon feltöltött lapos járat kapcsolja össze. Kevés borsókő és fosszilis cseppkőlefolyások képződményei. A száraz barlang kitöltése avar, kőtörmelék és humusz. Ásatási próbagödör nyomai figyelhetők meg alsó bejáratánál.
Az 1991-ben kiadott, A Pilis és a Visegrádi-hegység című könyvben le van írva röviden, a leírás megegyezik az 1974-ben kiadott útikalauz leírásával. A Kárpát József által 1991-ben írt kéziratban meg van említve, hogy a Zöld-barlang (Budakalász) 20 m hosszú és 6 m mély. A Karszt és Barlang 1992. évi évfolyamában szó van arról, hogy a Karszt Barlangkutató Csoport a Pilis hegységben, a Kevély-csoportban található Zöld-barlang közelében felfedezett egy 8 m hosszú, tektonikus eredetű üreget (Nyolcadikosok-barlangja). A 2000. évi Karsztfejlődésben meg van említve, hogy a Zöld-barlang melletti kőfejtőben van a Kristály-barlang bejárata. Lotz Klára, Nagy Ágnes és Szabó Zoltán 2001. március 3-án felmérték a Zöld-barlangot, majd Szabó Zoltán a felmérés adatainak felhasználásával, 2001 márciusában megszerkesztette a barlang alaprajz térképét, hosszmetszet térképét és 3 keresztmetszet térképét. Ézsiás György 2001 szeptemberében megrajzolta a barlang feltárási hossz-szelvény vázlatát. 2001-ben majdnem azoknak a régészeti korszakoknak a leletei kerültek elő, amelyeknek a közeli Kis-kevélyi-barlangban megtalálták a nyomait.
Szabó Zoltán és Verespusztai Gábor 2002. január 7-én felmérték a barlangot, majd Szabó Zoltán a felmérés adatainak felhasználásával, 2002. január 10-én megszerkesztette a barlang alaprajz térképét és hosszmetszet térképét. 2002-ben is gyűjtöttek az üregrendszerből régészeti leleteket. Sásdi László 2002-es kéziratában meg van ismételve a 2000. évi Karsztfejlődésben publikált megállapítás, mely szerint a Zöld-barlang melletti kőfejtőben van a Kristály-barlang bejárata. 2003. január 12-én, Szabó Zoltán által vezetve felmérte a barlangot a Troglonauta Barlangkutató Egyesület, majd Szabó Zoltán a felmérés adatainak felhasználásával, 2003. január 15-én megszerkesztette, megrajzolta a barlang alaprajz térképét, hosszmetszet térképét és 3 keresztmetszet térképét. A barlang a felmérés szerint 25,8 m hosszú, 2,41 m mély, 2,75 m magas, 5,16 m függőleges kiterjedésű és 19 m vízszintes kiterjedésű.

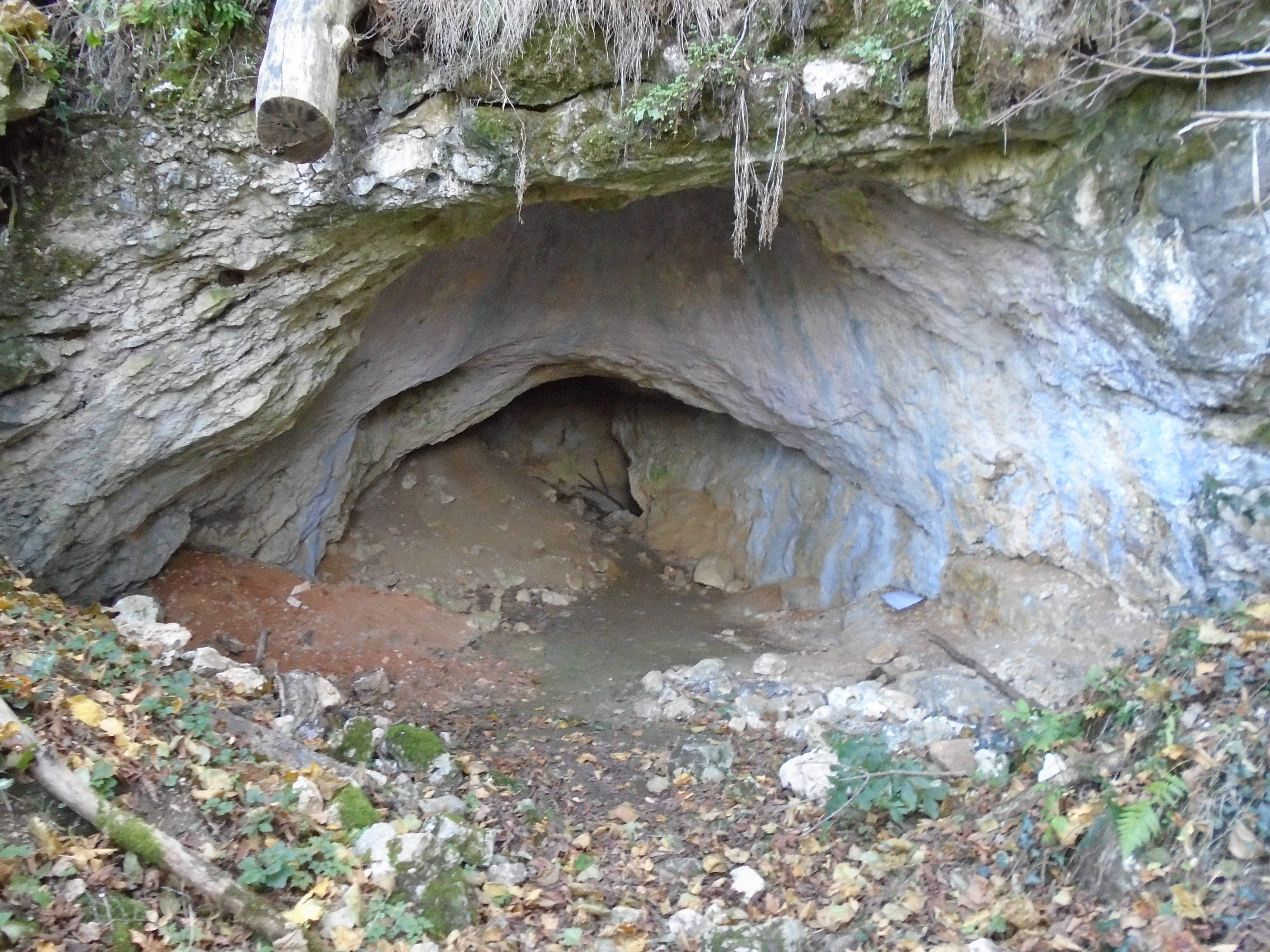
A Zöld-barlang alsó bejárata

2003. október 11-én, Szabó Zoltán által vezetve mérte fel a barlangot a Troglonauta Barlangkutató Egyesület, majd Szabó Zoltán a felmérés adatainak felhasználásával, 2004. január 10-én megszerkesztette, megrajzolta a barlang alaprajz térképét, hosszmetszet térképét és 3 keresztszelvény térképét. A barlang a felmérés szerint 30 m hosszú, függőleges kiterjedése 9 m, vízszintes kiterjedése pedig 19 m. A 2003. évi Cholnoky Jenő Karszt- és Barlangkutatási Pályázaton, a Troglonauta Barlangkutató Egyesület által készített és a csoport kategóriában indult pályamunkának (a pályázat bíráló bizottsága szerint) egyik legszínvonalasabb része a Zöld-barlangban végzett feltáró munka bemutatása. A bíráló bizottság ezért különdíjjal jutalmazta az egyesületet.
A Duna–Ipoly Nemzeti Park Igazgatóság működési területén, a Pilis hegységben elhelyezkedő és 4820/11 kataszteri számú Zöld-barlang, 2006. február 28-tól, a környezetvédelmi és vízügyi miniszter 8/2006. KvVM utasítása szerint, megkülönböztetett védelmet igénylő barlang. A Duna–Ipoly Nemzeti Park Igazgatóság működési területén lévő és 4820-11 kataszteri számú Zöld-barlang, 2012. február 25-től, a vidékfejlesztési miniszter 4/2012. (II. 24.) VM utasítása szerint, megkülönböztetetten védett barlang. 2013. augusztus 12-től a belügyminiszter 43/2013. (VIII. 9.) BM rendelete szerint a Pest megyei, budakalászi, 4820-11 barlangkataszteri számú és 32539 lelőhely-azonosítójú Zöld-barlang régészeti szempontból jelentős barlangnak minősül.

## További irodalom
- Szenthe István: Karsztjelenségek és képződményeik fejlődéstörténete a Nagy-Kevély környékén. Egyetemi szakdolgozat. Kézirat. Budapest, 1969.